# Нечако (язовир)
Язовирът Нечако (на английски: Nechako Reservoir, Ootsa Lake), наричан също езеро Утса, е 5-о по големина езеро в провинция Британска Колумбия и 2-рият по големина язовир в провинцията.
Площта му, заедно с островите в него е 404 км2, която му отрежда 121-во място сред езерата на Канада. Площта само на водното огледало без островите е 386 км2. Надморската височина на водната повърхност е 853 м (най-високо разположеното езеро на Канада с площ над 400 км2).
Язовирът се намира в западната част на Британска Колумбия, на Вътрешното плато. Нечако има дължина от запад на изток 230 км, а максималната му ширина е 7 км. Обемът на водната маса е 22 км3. Максималната дълбочина е 305 м.
За разлика от повечето канадски езера, които са със силно разчленена брегова линия, бреговете на Нечако са сравнително слабо разчленени, като площта на островите в него е 18 км2.
Строежът на язовирната стена (53°35′ с. ш. 124°57′ з. д. / 53.583333° с. ш. 124.95° з. д.) с височина от 97 м на река Нечако, десен приток на река Фрейзър, е завършен през 1952 г., като започва запълването на язовира. В резултат на това язовирът поглъща 3 езера (Утса, Уайтсел и Уайтсел Рич). Когато язовирът се напълня до котата на преливника, нивото му се повишава с още 3 м и включва още 5 езера (Утсук, Наталкуз, Чедакуз, Нюстъб и Тетачук), образувайки южния ръкав на язовира, като по този начин площта му се увеличава двойно и достига до 890 км2.
Основното значение на язовира е да осигурява огромно количество вода, необходимо за алуминиевия комбинат, построен в близост до пристанището Китимат на брега на Тихия океан. Водата се прехвърля до комбината през Бреговите планини по 120-километрови водопроводи.
Голяма част от бреговете на язовира попадат в провинциалните паркове „Туидсмюр“ и „Ентиако“.